# Studiengesellschaft für Zeitprobleme
Die Studiengesellschaft für Zeitprobleme e. V. war eine von 1961 bis 1990 existierende Tarnorganisation der Psychologischen Kampfführung/Psychologischen Verteidigung (PSK/PSV) und wurde vom Verteidigungsministerium der Bundesrepublik Deutschland finanziert.

## Geschichte
Gegründet wurde die Studiengesellschaft am 15. März 1961 in Bad Godesberg. Sie war als gemeinnütziger Verein mit Sitz in Bonn eingetragen (VR 3708). Die Studiengesellschaft teilte sich das Dienstgebäude in der Ubierstraße 88 mit der ebenfalls PSK/PSV-finanzierten Deutschen Gesellschaft für Sozialbeziehungen (DGfSB). Zwischen Studiengesellschaft und DGfSB bestanden personelle Überschneidungen.
Der Verein hatte zwischen 10 und 28 Mitglieder, die sich in erster Linie aus den Abteilungen der PSK/PSV rekrutierten. Es zählten auch Bundestagsabgeordnete und Universitätsprofessoren dazu. So gehörte der CDU-Politiker Emil Kemmer, der von 1961 bis 1965 1. Vorsitzender der Gesellschaft war, zu den Gründungsmitgliedern.
Zu den treibenden und prägenden Persönlichkeiten der Anfangszeit der Studiengesellschaft und beim Aufbau der PSK/PSV gehörten der CDU-Politiker Werner Marx, 1. Vorsitzender der Gesellschaft von 1965 bis 1972, und Karl-Christian Trentzsch.
Nach Kemmer und Marx folgten von 1972 bis 1982 Generalmajor Johannes Gerber, von 1982 bis 1988 der Historiker und an der Bundeswehrhochschule in Hamburg lehrende Eckardt Opitz und von 1988 bis zur Auflösung 1990 der Politikwissenschaftler Klaus Hornung als 1. Vorsitzende des Vereins. Bekanntere Mitglieder waren Günther Wagenlehner, Ortwin Buchbender und Helmut Bärwald.

## Finanzierung
Die Finanzierung erfolgte primär aus Mitteln des Verteidigungsministeriums. Erich Schmidt-Eenboom behauptete, dass die Gesellschaft nicht nur vom Verteidigungsministerium, sondern auch vom Bundesnachrichtendienst (BND) finanziert wurde.

## Inhaltliches Profil
Laut Satzung hatte die Gesellschaft „die Förderung des demokratischen Gemeinwesens durch staats-, gesellschafts- und wirtschaftspolitische Weiterbildung junger interessierter Staatsbürger, insbesondere junger Akademiker“ zum Ziel. 
Ihre Kernaufgabe war in einer Zentralen Dienstvorschrift (ZDv) beschrieben: „Mitwirken beim Abbau negativer Einstellungen zur Verteidigungsbereitschaft und zu Einzelproblemen der Verteidigung bei solchen Zielgruppen, die mit Informationen wirksamer erreicht werden, wenn die Bundeswehr nicht in Erscheinung tritt.“
Der Verein arbeitete ausschließlich im Auftrag und auf Weisung des Leitreferats PSK/PSV. Während des Kalten Krieges war die Studiengesellschaft ein Instrument im Kampf um die politische Bildung. „Dieser Zweck“, so liest man in der Satzung vom 13. Februar 1978, „soll verwirklicht werden durch Vorträge, Lehrgänge, wissenschaftliche Veröffentlichungen und publizistische Maßnahmen der geistig-politischen Auseinandersetzung mit dem Kommunismus“. Auf einer Mitgliedervollversammlung vom 22. Februar 1988 wurde angeregt, „bei der Studiengesellschaft EDV-gestützte Informationen zur Geschichte und Entwicklung extremistischer Gruppierungen zu sammeln.“
Gemäß Schmidt-Eenboom diente die Gesellschaft für den BND zur Anwerbung und Anbahnung von Kontakten mit jungen Wissenschaftlern.